# Neoplocaederus multipunctatus
Neoplocaederus multipunctatus là một loài bọ cánh cứng trong họ Cerambycidae.